# 神崎製紙
神崎製紙株式会社（かんざきせいし）は、かつて存在した日本の大手製紙会社である。
王子ホールディングスの前身にあたり、同社神崎工場（兵庫県）・富岡工場（徳島県）を運営していた。1948年設立で、塗工紙などの印刷用紙やノーカーボン紙・感熱紙などの情報用紙を中心に事業を展開。1993年に王子製紙（2代目）と合併し、新王子製紙株式会社となった。
紙パルプ業界では、売上高ベースで国内第8位（1991年度時点）の大手企業であった。

## 沿革

### 設立と神崎工場の再建
1948年に設立された神崎製紙が最初の生産拠点としたのが、兵庫県尼崎市の神崎工場である。ここは太平洋戦争前は王子製紙（初代、以下旧王子製紙）の工場であった。

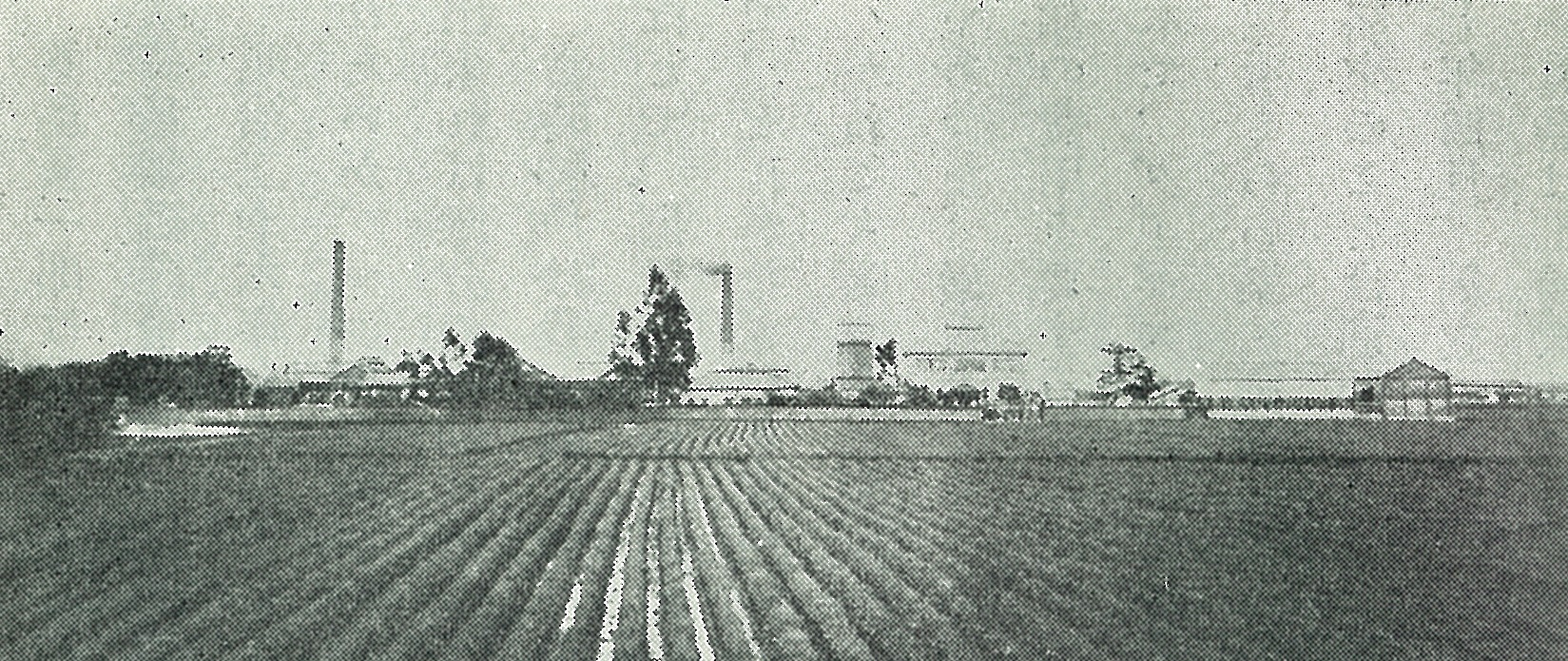
創業時の真島製紙

旧王子製紙神崎工場の起源は、1894年に設立された真島製紙所である。大阪製紙株式会社、野田製紙所を経て、1915年に、当時の大手製紙会社富士製紙株式会社に買収され、同社神崎工場となった。富士製紙時代の1922年、神崎製紙にも引き継がれることになるアート紙（塗工紙の一種）の生産を開始、その後国内におけるアート紙生産の主力工場に発展していく。1933年、富士製紙は旧王子製紙と合併した。
旧王子製紙から神崎製紙として独立した契機が、戦災である。1945年6月15日、神崎工場は空襲（大阪大空襲）に遭い、事務所などのごく一部の施設を除いて焼失、工場としての機能を喪失した。まもなく終戦となるが、工場復旧の妨げとなったのが、旧王子製紙が財閥解体の対象になったことである。実際に1949年旧王子製紙は過度経済力集中排除法により解体されるが、そこに至る流れの中では王子による神崎工場の再建は困難であるとみられた。
神崎工場の復旧は、旧王子製紙より分離するという条件で連合国軍最高司令官総司令部 (GHQ) が許可したため、条件に沿って1948年9月、受け皿となる新会社・神崎製紙株式会社が設立された。神崎製紙は旧王子製紙から神崎工場を買収し、会社設立の翌月からアート紙の生産を再開する。さらにアート紙原紙である上質紙の生産を1949年に再開、その原料であるパルプの生産も同年再開した。その後生産規模は順次拡大され、紙を生産する抄紙機（マシン）は1954年までに6台に増強されている。また同年キャストコート紙の生産も開始している。

### 富岡工場建設
1959年8月、神崎に次ぐ第2の工場として、徳島県阿南市で富岡工場が操業を開始する。同工場では会社初となるクラフトパルプ (SP) を生産し、これを原料として塗工紙を一貫生産した。抄紙機は翌1960年までに3台が稼動している。1960年代後半からは拡張が進められ、1974年までに5台の抄紙機を増設、抄紙機8台の主力工場となった。
一方神崎工場は、徐々に加工紙分野に転換されていく。1962年神崎工場でノーカーボン紙の生産が開始された。その後、ノーカーボン紙の需要増に応じて生産増強が進められる一方で、老朽化した設備は順次停止され、1969年にはパルプの生産を終了している。
1972年には剥離紙の生産を開始。同年、シール・ラベルの原紙であるタック紙（粘着紙）の生産も開始している。

### オイルショック後
オイルショックの影響による不況下では、営業体制の強化、神崎運輸（現・オーシャントランス）設立などの物流体制の合理化、それに品種の拡充を進めた。1975年から感熱紙の生産を開始、1978年にはファクシミリ・プリンター用感熱紙を発売している。富岡工場では1980年に9台目の抄紙機が追加されて新製品の生産を開始、神崎工場でも製品の幅が広げられた。

### 国外進出
プラザ合意（1985年）後の円高ドル安により、従来の製品輸出では収益性が低下した。そこで現地生産による国外市場でのシェア確保が目指され、1986年、アメリカ合衆国マサチューセッツ州の感熱紙・粘着紙工場を買収し、現地法人カンザキ・スペシャルティ・ペーパーズ (Kanzaki Specialty Papers) を設立した。1990年には、ドイツのメーカーと共同でカンザン・スペシャル・パピエール (Kanzan Spezialpapiere) を設立、ヨーロッパ市場向けの感熱紙生産を開始した。これらの会社は、王子製紙との合併・王子ホールディングス発足を経た2012年現在も王子グループのグループ企業として存在している。
この時期、国内では富岡工場に10台目の抄紙機が導入されたほか、富岡工場の対岸の土地を購入、1993年度末操業開始を目指して新工場の建設を開始した（この工場は、王子製紙徳島工場として1997年に操業開始）。

### 王子製紙との合併

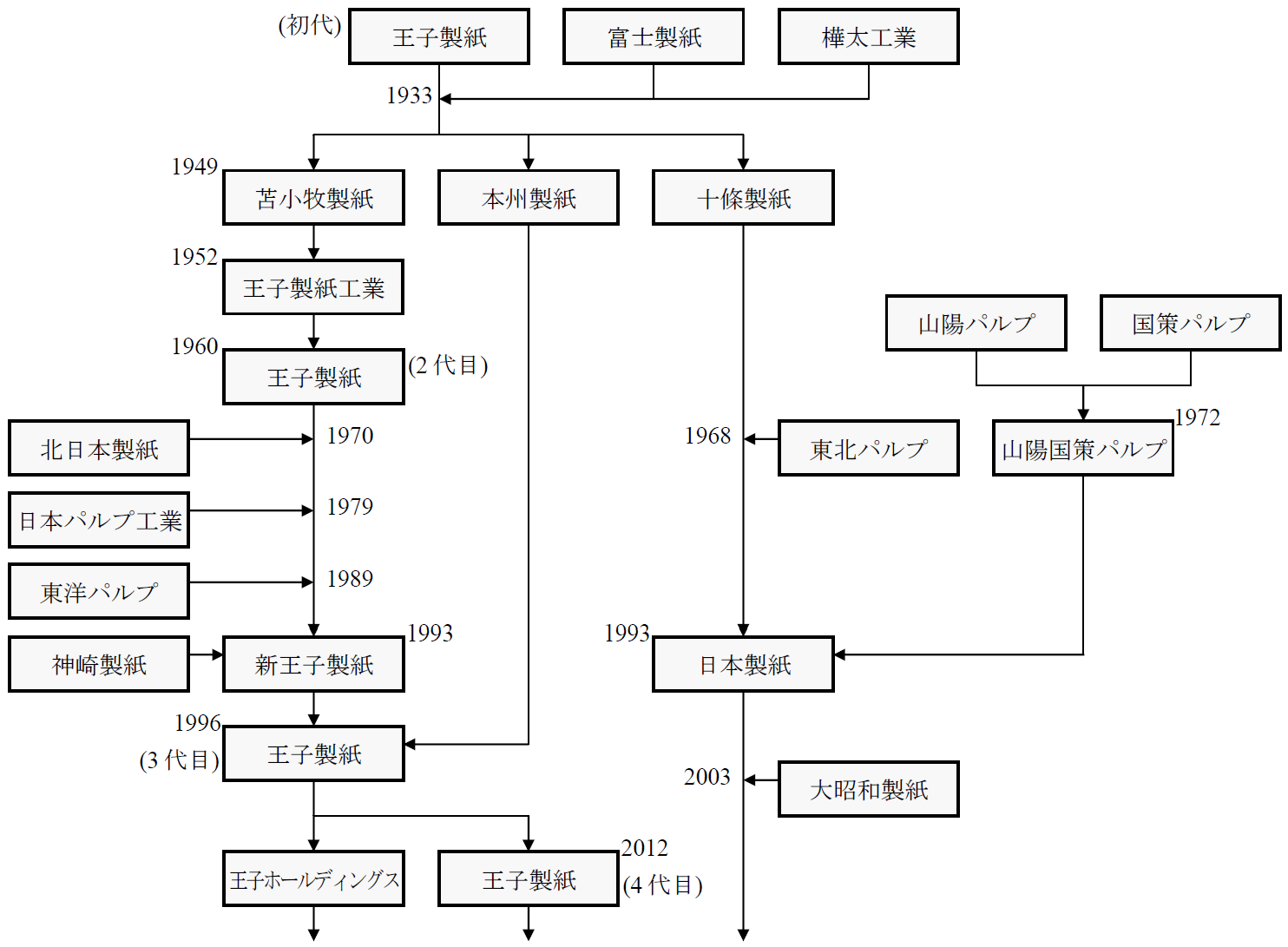
製紙各社のおおまかな合併図

1993年1月、神崎製紙と王子製紙株式会社（2代目）は合併を発表した。バブル景気とその崩壊により設備過剰・需要低迷・価格下落を招いた紙パルプ業界は業績が著しく悪化し、その一方での国際競争激化などの要因が背景にある。合併によって企業体質の強化、設備投資の合理化を狙った。
1993年10月1日付で王子製紙が存続会社となって社名変更、神崎製紙が解散する形で両社は合併し、新王子製紙株式会社が発足した。同年4月に発足した日本製紙（十條製紙・山陽国策パルプの合併）に続く業界再編で、売上高ベースで新王子製紙は日本製紙に次ぐ業界第2位（1993年度）の製紙会社となった。

### 年表
- 1948年9月18日 - 神崎製紙株式会社設立。
- 1948年10月 - 塗工機復旧、アート紙の生産を再開。
- 1949年9月 - 抄紙機復旧、アート紙原紙等洋紙の生産を再開。
- 1949年12月 - 砕木パルプ (GP) の生産を再開[28]。
- 1951年4月 - 亜硫酸パルプ (SP) の生産を開始[28]。
- 1951年7月 - 東京証券取引所に株式を上場[28]。
- 1952年6月 - 大阪証券取引所に株式を上場[28]。
- 1954年11月 - キャストコート紙の生産を開始。
- 1955年3月 - セミケミカルパルプ (SCP) の生産を開始[28]。
- 1959年8月 - 富岡工場が操業を開始。
- 1960年4月 - 富岡工場、晒クラフトパルプ (BKP) の生産を開始[28]。
- 1962年11月 - ノーカーボン紙の生産を開始。
- 1964年8月 - GP生産停止[28]。
- 1965年4月 - SCP生産停止[28]。
- 1969年5月 - SP生産停止[28]、神崎工場でのパルプ生産を終了。
- 1972年5月 - 剥離紙の生産を開始。
- 1972年10月 - タック紙（粘着紙）を生産するタック事業部発足。
- 1975年11月 - 感熱紙の生産を開始。
- 1977年10月 - 神崎運輸（後の王子海運、現・オーシャントランス）を設立。
- 1986年11月 - アメリカにカンザキ・スペシャルティ・ペーパーズを設立。
- 1990年10月 - ドイツにカンザン・スペシャル・パピエールを設立。
- 1993年1月 - 王子製紙との合併覚書に調印。
- 1993年10月1日 - 王子製紙・神崎製紙が合併し、新王子製紙株式会社が発足。

## 拠点
- 本社 - 東京都中央区銀座4丁目9-8
- 神崎工場 - 兵庫県尼崎市常光寺4丁目、現・王子イメージングメディア神崎工場
- 富岡工場 - 徳島県阿南市豊益町吉田、現・王子製紙富岡工場

## 関連する人物
- 加藤藤太郎 - 初代社長